# Русборг
«Русборг» — крупнейший ежегодный международный молодёжный фестиваль военно-исторической реконструкции (ВИР) на постсоветском пространстве, посвящённый раннему средневековью периода IX—XI веков (т. н. «эпоха викингов») и второй по величине фестиваль ВИР по эпохе викингов в Европе, который проводится с 2005 года в городе Елец Липецкой области. Фестиваль в основном реконструирует события 964 года, когда войска князя Святослава привели земли вятичей в состав Руси и оформили независимость от Хазарского каганата. По итогам голосования, проведённого в 2012 году среди трёх тысяч пользователей социальной сети «ВКонтакте», «Русборг» получил звание лучшего фестиваля по эпохе викингов. Фестиваль проводится при поддержке государственных органов.

## Цели, миссия и концепция фестиваля
1. Реконструкция прошлого Древней Руси для выполнения требования Президента страны об использовании опыта наших предков по формировании идеологии современной России в рамках приоритетного направления государственного масштаба[4].
2. Изучение технологий изготовления и особенностей применения исторических предметов. Поиск места русского народа в эволюции европейской цивилизации, ознакомление с корнями и генезисом собственного народа, поиск и развитие в себе гуманизма и милосердия, человеколюбия и сострадания, любви к Родине и родному краю, поиск самого себя.
3. Пропаганда среди молодёжи России осознанного уважительного отношения к истории Родины. Напоминание живым о нелегком и героическом прошлом далеких предков.
4. Благоприятное влияние на подрастающее поколение, на самосознание, на становление патриотического духа и духа страны[5].
5. Привлечение внимания молодёжи к истории Отечества раннего средневековья, сыгравшую ключевую роль в становлении русской государственности, способствовать появлению новых клубов исторической реконструкции.
6. Пропаганда в СМИ, среди туристов, местного населения, гостей фестивалей исторического пути создания Древней Руси, прославление ратных подвигов наших далеких предков в истории образования Российского государства. Воспитание настоящих патриотов[6].

## Описание фестиваля
В Европе «Русборг» уступает по величине только фестивалю «Славян и викингов», который проводится в польском городе Волин и собирает до 1,5 тысяч участников. Количество участников фестиваля «Русборг» составляет 900 человек, зрителей — около 9000. На протяжении последних лет фестиваль является самым упоминаемым в региональных и федеральных СМИ мероприятием из всех, что проводятся в Липецкой области некоммерческими организациями. Основными мероприятиями фестиваля являются: массовые сражения, штурм укрепления, конкурсы и исторические состязания. Рассматриваются регионы: Европа, Скандинавия, Русь, Степь, Восток. Фестиваль реконструирует славян — вятичей и северян (роменско-борщёвская культура), кочевников — хазар и алан (салтово-маяцкая культура), варяг и русов (дружинная культура Киевской Руси). Сражаются между собой два племени: Южное и Северное. Вооружение участников: каждый участник имеет как минимум одну единицу наступательного вооружения; при участии в бугуртах и штурме крепости участник имеет также минимум защитного вооружения: шлем и щит (для копейщиков и бродексёров достаточно только шлема). Каждого участника рассматривает специальная «паспортная комиссия» на соответствие исторической эпохе. В связи с этим, с целью повышения уровня реконструкции доспеха и вооружения, специальной комиссией, состоящей из руководителей клубов участников фестиваля, в течение мероприятия выявляет самый плохой артефакт. Другими словами — не должно быть предметов быта с явными признаками современных способов изготовления, элементов костюма с машинными швами, несоответствия материала историческим аналогам и т. п. Такое мероприятие называется «обнаружить дерьмоништяк». Этот дерьмоништяк сжигают на костре — «священном огне реконструкции», и если он не может быть уничтожен огнём полностью, то его расплющивают на наковальне. Перед началом реконструкторского фестиваля необходимо отправить паспортной комиссии фотографию своего костюма. На сайте «Русборга» по этому вопросу опубликованы правила. Фестиваль проводится два раза в год: на 9 мая и в третьи выходные августа и работает в среднем 4-5 дней. Основную массу фестиваля составляют молодые люди от 17 до 30 лет, являющиеся старшеклассниками, студентами СУЗов и ВУЗов, аспирантами, работниками торговли, промышленности (от слесаря до начальника цеха), медработниками, служащими правоохранительных органов, преподавателями, научными сотрудниками музеев и институтов и т. п. В возрастной группе от 30 до 60 лет участие в фестивалях принимают целыми семьями с детьми и даже с внуками. Основными организаторами фестиваля являются: Администрация Липецкой области, Липецкая городская научно-общественная организация «Археолог» и Объединённая дружина «Южная Русь» (Елец-Белгород). Бюджет «Русборга», в 2012 году собравшего около 800 реконструкторов, составил 300 тысяч рублей. Для сравнения: бюджет подмосковного фестиваля «Времена и эпохи» (начало XX века), собравшего в 2011 году примерно столько же участников, составил 15 миллионов рублей. Бюджет экипировки участника составляет 60 тысяч рублей.

## Программа фестиваля

### Сухопутная
1. Штурм укрепления.
2. Бугурты, в которых одновременно участвует более шестисот человек:
  1. «Стенка на стенку».
  2. «Лесной».
  3. «Штурм холма».
  4. «Бой за знамя».
3. Конкурсы:
  1. Метание сулиц, камня, бревна и копья.
  2. Рубка леса.
  3. Конкурс костюмов.
4. Турниры: фехтовальный и турнир лучников.
5. Игры: Скандбол (средневековое регби), Кубб, Тавлеи.
6. Показательные выступления.
7. Реконструируемое поселение эпохи раннего средневековья в жанре living history («живой истории»)[13].

На фестивале разбивается походный лагерь славян, скандинавов и кочевых народов. Подготавливаются оборонительные сооружения. Проходит штурм деревянных крепостей с применением таранов, лестниц, верёвок и метательного оружия. Проходят соревнования, конкурсы и показательные выступления. Проходит историческая эстафета, в которой мужчины выходят на дистанцию с мечом и щитом, а женщины с котлом и поварёшкой. На фестивале работает кузнечная, гончарная и кожевенная мастерские. Проходят занятия по стекловарению (бусины для женских украшений), кузнечному делу, изготовлению доспехов и оружия и т. п. Все предметы, которые изготавливаются, должны строго соответствовать археологическим находкам того периода. Также на фестивале проходит ремесленная ярмарка и мастер-классы ремесленников. Работает таверна и различные аттракционы. Участники и гости могут отведать приготовленные по старинным рецептам чечевицу, горох, каши — никакой картошки, помидоров и т. п., а из спиртных напитков пьют только исторические: эль или медовуху, самогон или хотя бы вино, но никакой водки или коньяка. Также можно приобрести сувенирную продукцию с символикой эпохи. Также на фестивале проходят реконструкция погребальных захоронений.

### Водная
Проходят лодочные гонки с постепенным ростом до полноценной гребной регаты на репликах средневековых судов, а также проводятся другие водные конкурсы и показательные выступления. Проходит выставка судов: ладья, ялы-шестёрки и гонка среди мужчин и женщин на яликах. Проходит шутейная битва «Штурм моста», цель — сбросить противника в воду. Лодки регистрируются в Государственной инспекции по маломерным судам Российской Федерации (ГИМС России). У лодок есть имена: «Сварог» (длина ~9,75 метров, грузоподъёмность 10 человек), «Макошь» (длина ~7,5 метров, грузоподъёмность 8 человек), «Плотва», «Язь», «Блоха» и т. п.

### Музыкальная
На фестивале играет живая фолк-музыка средневековой эпохи с дудками, волынками, барабанами и бубенцами, но без электрогитар и т. п. Среди известных групп: «Spiritual Seasons» (Харьков), «Лейтер (группа)» (Москва), «Сколот» (Тамбов) и другие. Присутствуют дымящиеся костры, пасущиеся кони и люди в одежде из кожи и льна.

## Признание
- Лауреат на конкурсе Первой национальной премии в области событийного туризма «Russian Event Awards 2012» в номинации «Лучший проект исторической направленности» (2012)[16];
- Лауреат всероссийского фестиваля социальных программ «Содействие» в номинации: «Развитие дополнительного образования, научно-технического и художественного творчества, массового спорта, краеведческой и экологической деятельности детей и молодёжи» (проводится Федеральным агентством по делам молодёжи, 2012)[17];
- Звание «Лучший фестиваль по эпохе викингов» по итогам голосования среди трёх тысяч пользователей соц. сети «ВКонтакте» (2012)[3];
- Премия «RuPoR» в области развития общественных связей в номинации «Лучший проект в сфере регионального развития и продвижения территории» (2012)[18];
- Телерадиокомпания «Липецкое время» с телепрограммой «Дома не сидится» о фестивале «Русборг» заняла первое место в номинации «Наша история» на Межрегиональном телевизионном фестивале «Моя большая страна», проходившем в Казани (2012)[19].

## Хронология фестиваля

### «Русборг-1» и «Русборг-2» (2005)
ВИК «Копье» (г. Елец) и научно общественная организация (НОО) «Археолог» (г. Липецк) организовали первый фестиваль. Он проходил у села Каменка Задонского района Липецкой обл на территории археологического памятника, известного как «Каменецкое городище», и в августе там же. Фестиваль вошёл в пятёрку крупных фестивалей ВИК в России. Фестиваль собрал 50 участников и 300 зрителей.

### «Русборг-3» и «Русборг-4» (2006)
Были участники из 22 ВИК России, Белоруссии, Украины и Польши.

### «Русборг-5» и «Русборг-6» (2007)
Проходил в мае в Ельце и в августе на островке на реке Воронеж и на Набережной в городе Липецке под названием: «Русборг: Ладейное Поле», численностью около 300 человек.

### «Русборг-7» и «Русборг-8» (2008)
Проходил в мае на поле рядом с селом Липовка Задонского района в урочище «Липовская гора» на берегу реки Дон. Съехались около 500 участников из России, Украины, Белоруссии и Таиланда.

### «Русборг-9» и «Русборг-10» (2009)
Проходил там же в мае, под названием «Русборг. Ладейное поле». Было 500 участников из России, Украины и Белоруссии.

### «Русборг-11» и «Русборг-12» (2010)
Проходил в мае на берегу реки Дон между сёлами Яблоново и Отскочное Краснинского района Липецкой области у заповедника «Галичья гора» на Змеиной горе (урочище Галичье) (или по-другому Соколиная гора). Собралось не менее 600 — 700 человек.

### «Русборг-13» и «Русборг-14» (2011)
Проходил там же в мае. Собралось не менее 700—800 участников из России, Украины, Белоруссии, Израиля и США.

### «Русборг-15» и «Русборг-16» (2012)
Проходил там же в мае. Собралось не менее 700 участников из России, Украины, Белоруссии, США, Польши, Израиля и Франции и около 9000 зрителей. Русборг стал лауреатом на конкурсе Первой национальной премии в области событийного туризма «Russian Event Awards 2012» в номинации «Лучший проект исторической направленности». Фестиваль также получил на VIII форуме «Дни PR ЦФО» центрально-чернозёмную региональную премию «RuPoR» в области развития общественных связей в номинации «Лучший проект в сфере регионального развития и продвижения территории» (входит в систему российских профессиональных PR-премий). Также телерадиокомпания «Липецкое время» с телепрограммой «Дома не сидится» о фестивале исторической реконструкции «Русборг» заняла первое место в номинации «Наша история» на Межрегиональном телевизионном фестивале «Моя большая страна», проходившем в Казани.

### «Русборг-17» и «Русборг-18» (2013)
Проходил там же в мае. Всего на фестиваль доехало 821 человек из заявившихся 872. Если учесть музыкантов и обслуживающий персонал, которые де-факто тоже являются участниками, общая численность «жителей» «Русборга» составила более 900 человек. Самыми дальними участниками из РФ были парни из Уссурийска, Сахалина и Австралии. Присутствовало около 9000 (по оценке правоохранительных органов) зрителей. На «Русборг-2013» был снят интернет-мем Harlem Shake.

### «Русборг-19» (2014)
Проходит в мае в Липецкой области в Елецком районе в совхозе «Елецкий».
В 2014 году на фестивале будет флот, ожидается от 10 000 до 12 000 зрителей. В этом сезоне на фестиваль подали заявки более 70 участников из зарубежья — поляки, венгры, австралийцы. Список исторических клубов, принимающих участие:

| - ВИК «Svanhildr», г. Лебедянь - КИР «Алатырь», г. Зеленоград - СИК «Аркона», г. Москва - КВИР «Белый Барс», г. Москва - КИР «Братчина», г. Воронеж - КИР «Волжский Путь», г. Казань - КВИР «Вольга», г. Лангепас - КИР «Дружина Эльдьярн». - КИР «Дружина», г. Дзержинск (Нижегородская область) - КИР «Ёрмунганд», г. Москва - ВИК «ИЕОК», г. Липецк - КИР «Колесо Перуна», г. Москва - ЛОМОО ВИК «Копьё», г. Елец - КИРиР «Кошкин Дом», г. Ивантеевка (Московская область) - «Курские бандиты», г. Курск - МУРРМКИР «Наследие предков», г. Раменское - КИР «Наследие Руси» - ВИК «Ранова», г. Чаплыгин - МК «Рарог», г. Владимир - КИР «Рус» - Клуб «Рыжий Север», г. Москва - ВИК «Северный Берег», г. Липецк - ОССР «Северный зверь», г. Москва - КИР «Скель», г. Петрозаводск - Клуб «Східний кордон», г. Стаханов | - «Цербер», МО - «Чёрная Щука», г. Москва - ВИК «Черноречье», г. Дзержинск (Нижегородская область) - КИР «Эйнхерии», г. Свислочь - КИР «Эпоха», г. Белгород - ВИК «Южное княжество», г. Краснодар - ОССР «Цепные псы Перуна», Воскресенск - «Вольный люд», Екатеринбург - ВИК «Варяг», Казань - «Варяг», Казань - ВИК «Одаль», Калуга - Мастерская «Medieval Arts», Киров - «Тмутаракань», Краснодар - VIR «Кожевенная мастерская Торвальда», Минск - VIR, Минск - ССР «Пьяный Утка», Москва - «Варяжская дружина», Москва - «Варяг», Набережные челны - «Мьёльнир», Ростов Великий - ВИК «Южная застава», Ростов-на-Дону - «Хольмгард», Санкт-Петербург - «Сборная Ульяновска», Ульяновск - Мастерская «Турнирный Клинок», Харьков - Мастерская «OldCraft», Челябинск - «KATTHUND», Ярославль |

## Описание организаторов фестиваля
Первый фестиваль «Русборг» провели 2005 году, организаторы — ВИК «Копье» и НОО «Археолог». ВИК «Копьё» был организован в 1998 году. В 2001—2004 годах клуб «Копьё» объединяется в Объединённую дружину «Южная Русь» (ОД «ЮР») вместе с ВИК «Дружина» (г. Белгород) и ВИК «Северный Щит» (Nord Skjold, г. Москва). ОД «ЮР» занимается реконструкцией русской дружины на южной границе Древней Руси. ОД «ЮР» проводят в 2014 году паспортизацию фестивалей «Русборг» и «Былинный берег» (эпоха IX—XI веков, Тверская область). Участники ОД «ЮР» изготовляют предметы быта и вооружения не только по эпохе викингов, но и по другим эпохам. Деятельность ОД «ЮР» координируют два человека: Паль Железный (Семенов Павел, президент ЛОМОО ВИК «Копьё», г. Елец) и Гуннар Изворотливый (Анисимов Константин, г. Белгород). Председателем Липецкой областной научной общественной организации «Археолог» является Бессуднов Александр Николаевич, декан исторического факультета Липецкого государственного педагогического университета. Также основными организаторами фестиваля являлись и являются администрация г. Липецка, Комитет по делам молодёжи, Общероссийское военно-историческое общественное движение «Молодая Гвардия» («Единая Россия») и другие.
Юридический адрес ЛОМОО ВИК «Копьё»: г. Липецк, ул. Ленина 23.
На 2011 год в ЛОМОО ВИК «Копьё» входило 72 человека и состояло из 5 клубов из Ельца, Липецка, Задонска, Чаплыгина и Лебедяни.

### Деятельность организаторов фестиваля
1. лодочный хазарский поход 964 года князя Святослава от Ельца до Азова (протяжённостью 1581 км) на копиях средневековых судов (2011)[49];
2. вместе с другими членами ВИК России и Украины — лодочный поход в Киев на копиях средневековых судов «Ратный путь — 2011», преодолев на веслах и под парусом 902 км по рекам Сейм, Десна и Днепр[50];
3. вместе с историком А. Богдановым — конно-пеший переход дружины князя Федора Елецкого в 1380 году из Ельца на Куликово поле для участия в битве совместно с войсками Дмитрия Донского против полчищ Мамая (2007)[51];
4. зимняя средневековая лыжная экипировка (2008)[52].

В 1999 году на фестивале «Поле Куликово» ВИК «Копьё» занял пять призовых мест из семи в различных конкурсах и был признан лучшим клубом фестиваля. ВИК участвует в международных фестивалях «Славян и викингов» в Волине в Польше, «Белый замок» (рыцарский фестиваль, Беларусь) и других фестивалях славяно-скандинавской культуры. ВИК «Копьё» ведёт два основных проекта: международный «Русборг» и межрегиональный «СтрЕлец». Проекты стали лауреатами всероссийского фестиваля социальных программ «Содействие», проводимых Федеральным агентством по делам молодёжи. Фестиваль «СтрЕлец» посвящён российскому государственному празднику — Дню народного единства. В этот день народное ополчение под предводительством Козьмы Минина и Дмитрия Пожарского освободило Москву от польских интервентов. Фестиваль реконструирует события 1618 года, когда ельчане встали стеной на пути войска гетмана Сагайдачного, шедшего на помощь полякам, осадившим Москву. На фестивале демонстрируется кавалерия, артиллерия и флот XVII веков.
ОД «ЮР» проводил такие мероприятия как: «Встречь Солнцу» (реконструкция похода воевод Василия Сукина и Ивана Мясного в Сибирь для основания города Тюмени: пеший поход через Уральский хребет протяжённостью 195 км и водный поход на лодках с весельной и парусной тягой, 1200 км); паспортизацию международных фестивалей «Русборг» и «Ладейное поле» (единственный в России фестиваль, посвящённый судостроению раннего средневековья), межрегиональный фестиваль «Липецкое Городище» (реконструкция этнокультуры города периода «Славянского средневековья» и «VII век — становление края») и др.

### Телевидение
- Первый телевизионный канал. 12 мая 2013, В Липецкой области сошлись в битве воины в кольчугах, М. Торлопова
- Телекомпания НТВ. 2006. Тысячи древних воинов из России, Белоруссии, Украины и Польши съехались на исторический фестиваль в Липецк
- Телеканал «Культура». Международный фестиваль «Русборг» 14 мая 2008 г.
- Рен ТВ. Новости 24 Елец, 2012 (недоступная ссылка)
- Рен ТВ. Новости 24 Елец, 2013 (недоступная ссылка)
- Рен ТВ. Новости 24 Елец, 2014
- Телеканал Липецкое время, 2010
- Телеканал Липецкое время, 2013 (недоступная ссылка)
- Телеканал Липецкое время, 13.05.2013 (недоступная ссылка)
- Телеканал Газета МГ, 2013 (недоступная ссылка)
- «Русборг-2013» принял восторженных гостей, Телеканал Газета МГ, 2013

### Газеты, журналы и т. п.
- ИА REGNUM. Новости. Любители русской старины соберутся в Липецкой области на фестиваль «Русборг» 30.04.2008
- Общероссийский информационный портал «Социальная карта Российской Федерации». Отчеты конкурсов НКО
- Херсонцы приняли участие в фестивале истории «Русборг-2012». 2012
- Городской портал Воронеж 2010
- Новости Центрального Федерального Округа. В Липецкой области завершился фестиваль древнерусской культуры «Русборг». 2010
- Липецкая область может потерять фестиваль «Русборг»

### Официальные сайты
- Официальный сайт «Русборг»
- Официальный сайт Объединенная дружина «Южная Русь»
- Клуб исторической реконструкции «Фламандцы». Молодёжный фестиваль исторической реконструкции «Русборг — 2010» 06.05.2010 — 09.05.2010
- КИР «Возрождение». Фестивали. Русборг 2012